# خربره
قاسمیه (نیشابور)، روستایی از توابع مرکزی شهرستان نیشابور در استان خراسان رضوی ایران است. از مناطق گردشگری این روستا به سد خاکی چشمه علی و مناظر حیات وحش حیدری اشاره کرد. این روستا در گذشته به وجود آسیابهای آبی متعدد مشهور بود که در حال حاضر ویرانه هایی بیش از آن نمانده.

## جمعیت
این روستا در دهستان بینالود قرار دارد و براساس سرشماری مرکز آمار ایران در سال ۱۳۸۵، جمعیت آن ۱۷۲ نفر (۵۲خانوار) بوده‌است.